# Antonín Grmela
Antonín Grmela (2. srpna 1891 Varšava – 12. prosince 1914 Wadowice) byl česko-polský voják, během první světové války člen České družiny, čs. dobrovolnické skupiny v ruské armádě. V prosinci 1914 byl dopaden četnictvem rakousko-uherské armády při plnění výzvědného úkolu a popraven kvůli spolupráci s Ruskem, jako jeden z prvních dvou Čechů za celou válku.

## Život

### Mládí
Narodil se ve Varšavě, na tehdejším území Ruského impéria, českému otci a polské matce. Otec pocházel ze stolařské rodiny z Fryštáku na moravském Valašsku, byl majitelem továrny na nábytek ve Varšavě, posléze rozšířené o filiálku v Moskvě. Antonín absolvoval polské gymnázium ve Varšavě a v roce 1905 odešel studovat truhlářskou školu ve Valašském Meziříčí. Připravoval se na převzetí otcovy továrny ve Varšavě a její pobočky v Moskvě, sbíral proto zkušenosti v nábytkářských firmách v Kyjevě a v Oděse.

### První světová válka
Když roku 1914 Rakousko-Uhersko vyhlásilo válku Srbsku a následně tak vstoupilo do válečného stavu s Ruskem, přihlásil se na Ukrajině do tzv. České družiny, dobrovolnické jednotky Čechů a Slováků v ruské armádě vytvořené v srpnu 1914. Díky svým jazykovým schopnostem byl na přelomu listopadu a prosince 1914 vyslán spolu s deseti dalšími družiníky, aby se vypravil přes frontovou linii s rakousko-uherskou armádou, navázali kontakt se členy prvního československého odboje a agitovali v řadách rakousko-uherské armády, aby jejich vojáci slovanského původu přebíhali na ruskou stranu. Byl však při plnění svého úkolu dopaden, uvězněn a začátkem prosince převezen k  4. armádnímu etapnímu velitelství ve Wadowicích. Dne 12. prosince byl spolu s dalším členem průzkumné skupiny, Josefem Müllerem, shledán vinným z vyzvědačství a odsouzen k smrti oběšením. 

### Úmrtí
Poprava byla vykonána ve Wadowicích 12. prosince ve dvě hodiny odpoledne. Oba odsouzení odmítli zavázání očí. Antonín Grmela zemřel ve věku 23 let.  

### Po smrti
Roku 1923 byly jeho ostatky exhumovány a převezeny do rodinné hrobky na hřbitově ve Fryštáku. V Brně je po něm rovněž pojmenována jedna z ulic, Grmelova.